# 古姆拉
古姆拉（Gumla），是印度贾坎德邦Lohardaga县的一个城镇。总人口39790（2001年）。

## 人口
该地2001年总人口39790人，其中男性20623人，女性19167人；0—6岁人口5919人，其中男3003人，女2916人；识字率74.78%，其中男性为79.62%，女性为69.57%。